# Bárion Lambda
Na física das partículas, lambda bárions são bárions contendo um quark u, um quark d e um quark s, t ou b, a partícula lambda foi descoberta em 1947 durante um estudo de interações de raios cósmicos, era previsto uma vida de  ~10−23 segundos, ele sobreviveu ~10−10 segundos, a propriedade que lhe deu a origem de viver tanto tempo foi chamada de estranheza, ao descobrirem um novo quark nessas partículas, chamaram-no de quark estranho, em referência a propriedade do bárion lambda. Além disso, essas descobertas levaram a um princípio chamado de princípio da estranheza, no qual partículas que apresentam estranheza não se deterioram rapido (devido ao fato de métodos fracos de decomposição de partículas não devem preservar a natureza do bárion decadente).

## Bárions Lambdas
Os símbolos encontrados neste listas são: I (isospin), J (momento angular total), P (paridade), Q (carga), S (estranheza), C (charmness), B (bottomness), T (topness), B (número de bárions), u (quark up), d (quark dow), s (quark estranho), c (quark charme), b (quark bottom), t (quark top), bem como outras partículas subatômicas (passe para o nome).
| Nome:          | Símbolo: | Quark constituinte: | massa em repouso (MeV/c²) | I | JP  | Q (e) | S  | C  | B' | T  | vida média (s)            | geralmente decai para:                     |
| -------------- | -------- | ------------------- | ------------------------- | - | --- | ----- | -- | -- | -- | -- | ------------------------- | ------------------------------------------ |
| Lambda         | Λ ⁰      | UDS                 | 1,115.683 ± 0.006         | 0 | ½+  | 0     | −1 | 0  | 0  | 0  | 2.631 ± 0.020 × 10−10     | Próton + Pion(negativo) ou nêutron + Pion0 |
| charmed Lambda | Λ+c      | UDC                 | 2,286.46 ± 0.14           | 0 | ½ + | +1    | 0  | +1 | 0  | 0  | 2.00 ± 0.06 × 10−13       | —                                          |
| bottom Lambda  | Λ ⁰b     | UDB                 | 5,620.2 ± 1.6             | 0 | ½ + | 0     | 0  | 0  | −1 | 0  | 1.409+0.055−0.054 × 10−12 | —                                          |
| top Lambda†    | Λ +t     | UDT                 | —                         | 0 | ½ + | +1    | 0  | 0  | 0  | +1 | —                         | —                                          |